# Walter Stach
Karl Gustav Walter Stach (* 1. November 1890 in Pieschen; † 9. September 1955 in Ringingen) war ein deutscher Mittellateinischer Philologe.

## Leben
Der Sohn des Tischlermeisters Gustav Adolf Stach studierte Geschichte und Klassische Philologie an der Universität Leipzig. Nach der Promotion 1923 lehrte er im Schuldienst in Waldenburg und Leipzig. Seit 1927 lehrte er Mittellatein im Rahmen der Historischen Hilfswissenschaften an der Universität Leipzig. 1938 wurde er korrespondierendes Mitglied der Sächsischen Akademie der Wissenschaften. 1941 wurde er ordentlicher Honorarprofessor für Mittellatein an der Reichsuniversität Straßburg und 1943 ebenda ordentlicher Professor. Anfang 1945 kehrte er nach Leipzig zurück. Nach Kriegsende wohnte er in Ringingen.

## Schriften (Auswahl)
- Die Lex Salica und die ältesten westgotischen Gesetze. Ein Beitrag zur Frage der Abhängigkeitsbeziehungen zwischen den Volksrechten. Dissertation Universität Leipzig 1923 (ungedruckt; Auszug in Jahrbuch der Philosophischen Fakultät Leipzig 1923, S. 1).
- Salve, mundi domine! Kommentierende Betrachtungen zum Kaiserhymnus des Archipoeta. Leipzig 1939.
- Wort und Bedeutung im mittelalterlichen Latein. In: Deutsches Archiv. 9, 1952, S. 332–352.